# 한국경제 오디세이
한국경제 오디세이는 MBC 표준FM에서 1980년대 한국경제의 호황기, 1997년 외환위기의 과정 등 경제적 관점에서 한국 현대사를 풀어보는 정통 라디오 드라마이다. 1980년대 한국경제의 호황기부터 1997년 외환위기의 과정까지를 드라마 형식으로 재구성하였다. 2018년 11월 3일 자로 1년 만에 폐지되었다.

## 역대 방송시간
| 방송 채널  | 방송 기간                        | 방송 시간                         |
| ---------- | -------------------------------- | --------------------------------- |
| MBC 표준FM | 2017년 7월 1일~2018년 10월 6일   | 매주 토요일 아침 8시 5분~오전 9시 |
| MBC 표준FM | 2018년 10월 13일~2018년 11월 3일 | 매주 토요일 오전 11시 5분~낮 12시 |

## 제작진 및 성우진 소개
- 작가: 조수연
- 연출: 이순곤, 신성훈
- 해설: 유강진
- 목소리: 김용식, 박태호, 전국근, 김명수, 이성, 곽대홍, 이우신, 이종혁, 황윤걸, 김강산, 김동현, 안장혁, 양희문, 전수빈, 장성호, 김민성, 김용준, 고성일, 노계현, 이상훈, 이자옥, 방성준, 양준건, 이민하, 한경화

## 일부 지역 자체 방송
| 프로그램                  | 방송지역                             | 방송국       | 진행자 |
| ------------------------- | ------------------------------------ | ------------ | ------ |
| 희망찾기 민들레           | 대전광역시, 세종특별자치시, 충청남도 | 대전문화방송 | 남유식 |
| 사람이 좋다! 문화가 좋다! | 광주광역시, 전라남도 중북부          | 광주문화방송 | 김두식 |

## 같이 보기
관련 항목
- 다큐멘터리 영화
- 라디오 드라마

방송 프로그램
- 다큐On, 시사직격(KBS 1TV)
- 다큐멘터리 3일, 세상의 모든 다큐, 스타 인생극장(KBS 2TV)
- 휴먼다큐 사람이 좋다(MBC TV)
- 마이 스토리, 휴먼다큐 사노라면(MBN)
- 스타다큐 마이웨이(TV조선)